# (79119) 1989 SC10
(79119) 1989 SC10 là một tiểu hành tinh nằm ở rìa ngoài của vành đai chính. Nó được phát hiện bởi Henri Debehogne ở Đài thiên văn La Silla ở Chile ngày 16 tháng 9 năm 1989.